# Gétigné
Gétigné är en kommun i departementet Loire-Atlantique i regionen Pays de la Loire i nordvästra Frankrike. Kommunen ligger i kantonen Clisson som tillhör arrondissementet Nantes. År 2022 hade Gétigné 3 794 invånare.

## Befolkningsutveckling
Antalet invånare i kommunen Gétigné
| Referens: INSEE |